# WTA-toernooi van Bangkok
Het WTA-toernooi van Bangkok was een tennistoernooi voor vrouwen dat van 2005 tot en met 2007 plaatsvond in de Thaise hoofdstad Bangkok. De officiële naam van het toernooi was PTT Open.
De WTA organiseerde het toernooi dat in de categorie "Tier III" viel en werd gespeeld op hardcourt-banen.
Er werd door 32 deelneemsters per jaar gestreden om de titel in het enkelspel, en door 16 paren om de dubbelspeltitel. Aan het kwalificatietoernooi voor het enkelspel namen 32 speelsters deel, met vier plaatsen in het hoofdtoernooi te vergeven.
Twee weken voor het vrouwentoernooi speelden de mannen het ATP-toernooi van Bangkok.

## Enkel- en dubbelspeltitel in één jaar
| speelster  | in het jaar |
| ---------- | ----------- |
| Vania King | 2006        |

## Finales

### Enkelspel
| Datum      | Naam              | Cat.     | ($)     | Ondergrond        | Winnares         | Verliezend finaliste | Uitslag       |         |
| ---------- | ----------------- | -------- | ------- | ----------------- | ---------------- | -------------------- | ------------- | ------- |
| 2005-10-10 | PTT Thailand Open | Tier III | 200.000 | hardcourt, buiten | Nicole Vaidišová | Nadja Petrova        | 6-1, 6-7, 7-5 | details |
| 2006-10-09 | PTT Bangkok Open  | Tier III | 200.000 | hardcourt, buiten | Vania King       | Tamarine Tanasugarn  | 2-6, 6-4, 6-4 | details |
| 2007-10-08 | PTT Bangkok Open  | Tier III | 200.000 | hardcourt, buiten | Flavia Pennetta  | Chan Yung-jan        | 6-1, 6-3      | details |

### Dubbelspel
| Datum      | Naam              | Cat.     | ($)     | Ondergrond        | Winnaressen                 | Verliezend finalistes                    | Uitslag       |         |
| ---------- | ----------------- | -------- | ------- | ----------------- | --------------------------- | ---------------------------------------- | ------------- | ------- |
| 2005-10-10 | PTT Thailand Open | Tier III | 200.000 | hardcourt, buiten | Shinobu Asagoe Gisela Dulko | Conchita Martínez Virginia Ruano Pascual | 6-1, 7-5      | details |
| 2006-10-09 | PTT Bangkok Open  | Tier III | 200.000 | hardcourt, buiten | Vania King Jelena Kostanić  | Mariana Díaz Oliva Natalie Grandin       | 7-5, 2-6, 7-5 | details |
| 2007-10-08 | PTT Bangkok Open  | Tier III | 200.000 | hardcourt, buiten | Sun Tiantian Yan Zi         | Ayumi Morita Junri Namigata              | walk-over     | details |

2005 · 2006 · 2007
ITF-toernooien (mannen en vrouwen)

ATP-toernooien (mannen) – ATP-seizoen 2025

WTA-toernooien (vrouwen) – WTA-seizoen 2025

Voormalige toernooien mannen
Voormalige toernooien vrouwen
Voormalige amateurtoernooien